# Liam O’Neil
Liam Christian James O’Neil (ur. 31 lipca 1993 w Cambridge) – angielski piłkarz występujący na pozycji obrońcy w Cambridge United.